# Ruine Bebenburg
Die Ruine Bebenburg, auch Bemburg genannt, ist die Ruine einer Spornburg auf dem Ausläufer eines Höhenplateaus bei dem Weiler Bemberg des Ortsteils Brettenfeld der Gemeinde Rot am See im Landkreis Schwäbisch Hall in Baden-Württemberg.

## Geographische Lage
Die Bebenburg steht auf einem 426,6 m ü. NN hohen Bergsporn über der Mündung des Blaubaches in die Brettach, am westlichen Ortsrand von Bemberg.

## Geschichte
Die Ersterwähnung der Burg ist mit dem für 1140 belegten Wolfram I. von Bebenburg verbunden, der die Burg offensichtlich kurze Zeit zuvor erbaut hat. Nach Forschungen von Wolfgang Hartmann (siehe unter Literatur) war er ein Angehöriger der dem Adelsgeschlecht der Reginbodonen entstammenden edelfreien Herren von Weinsberg und mit einer Tochter von Graf Engelhard von Lobenhausen verheiratet. In der Zeugenreihe einer 1149 in Würzburg ausgestellten Urkunde König Konrads III. steht Wolfram von Bebenburg zwischen Rupert von Frohburg und Wolfram von Wertheim. Der nach einer bei Freudenberg am Main lokalisierten Burg benannte Rupert von Frohburg wurde zum Stammvater der Herren von Dürn und war ein ebenfalls von der Burg Weinsberg stammender Bruder Wolframs I. von Bebenburg; die Grafen von Wertheim sind schon länger als Zweig der Reginbodonen bekannt.
Wolfram I. von Bebenburg stiftete 1153 das später Schöntal genannte Kloster an der Jagst, nannte sich aber auch noch nach der 1140 von König Konrad III. eroberten Burg Weinsberg. Ebenso wie die jüngeren Herren von Weinsberg deszendieren auch die späteren Bebenburger von Wolfram I. Die Standesqualität beider Linien als Ministerialen ist ein Resultat der mit der berühmten Weibertreu-Begebenheit von 1140 verbundenen Vorgänge um die Burg Weinsberg und erklärt auch die Verwandtschaft mit den Reichsküchenmeistern von Rothenburg, zu denen die Herren von Nordenberg gehörten. Dies geht aus einer Urkunde vom 11. Februar 1314 hervor, worin Heinrich der Küchenmeister von Nordenberg Margarethe von Bebenburg als seine Schwester bezeichnet.
Vermutlich wurde die Burg um 1449 im Städtekrieg zerstört. Ab 1440 war die Burg im Besitz der Adelsfamilie von Enslingen.

## Beschreibung
Vermutlich handelte es sich bei der kleinen Burganlage um eine Turmburg, deren heute noch 6 Meter hohe Stumpf des Bergfrieds auf einer Grundfläche von 7,5 × 7,5 Metern als Wachturm diente. Geschützt war die Burg durch eine umlaufende Mauer, das steil abfallende Gelände und einen Halsgraben.